# Chevrolet Camaro

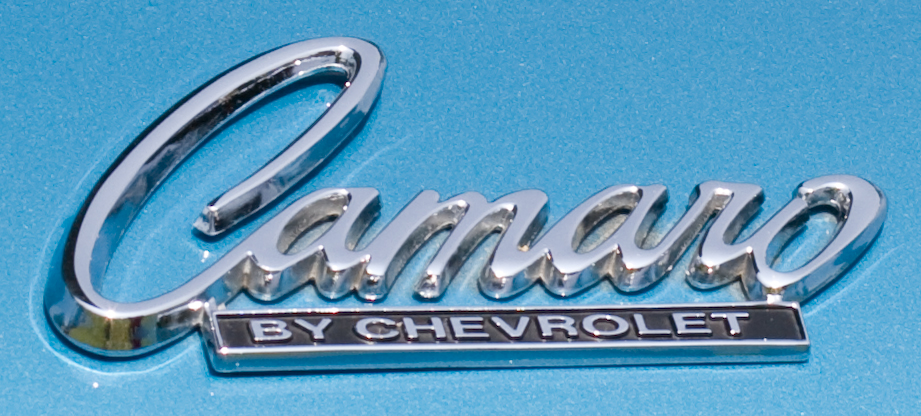
Логотип Chevrolet Camaro

Chevrolet Camaro — автомобіль сегменту Pony car виробництва Chevrolet, який виготовляється з 1966 року.
Виробництво було припинено в 2002 році і відновлено на новій технічній базі в 2009 році. Назва Camaro є похідним від французького camarade — друг, приятель.
Виробництво шостого покоління Camaro завершилося в грудні 2023 року для 2024 модельного року.

## Передумови
У повоєнні десятиліття в США народилося понад 70 мільйонів дітей, до початку 1960-х вони закінчували школу, отримували водійські права, багато з них влаштовувалися на роботу і купували все більше і більше автомобілів. Автомобільні корпорації довго не могли зрозуміти, як їм капіталізувати цей ринок, вони продовжували випускати великі сімейні седани, хоча вже було зрозуміло, що молоді потрібно щось нове: автомобіль не такий, як у їхніх батьків.
Лі Якокка, глава Ford на той момент, розумів важливість прориву на молодіжний ринок. Він запропонував своїм дизайнерам і конструкторам зробити крок вперед і створити абсолютно новий чотиримісний спортивний автомобіль на шасі Ford Falcon. Одержаний Mustang продавався так добре, що повністю змінив взаємини бебі-бумерів і автоіндустрії. Ford представив Mustang 17 квітня 1964 року; до кінця дня було продано понад 22 тисячі машин, до кінця року — 263,434 автомобілів, а за повний перший рік Ford продав 418 812 спортивні машини, побивши всі рекорди, встановлені раніше. Головна відмінність автомобіля Mustang була в кузові. Короткий багажник, довгий капот і агресивний зовнішній вигляд не мали нічого спільного з профілем автомобілів економ-класу. Коли Mustang оснащувався найпотужнішим двигуном, він ставав найшвидшим компактним автомобілем. Своїм Mustang фірма Ford створила новий клас автомобілів — поні кар (pony car).

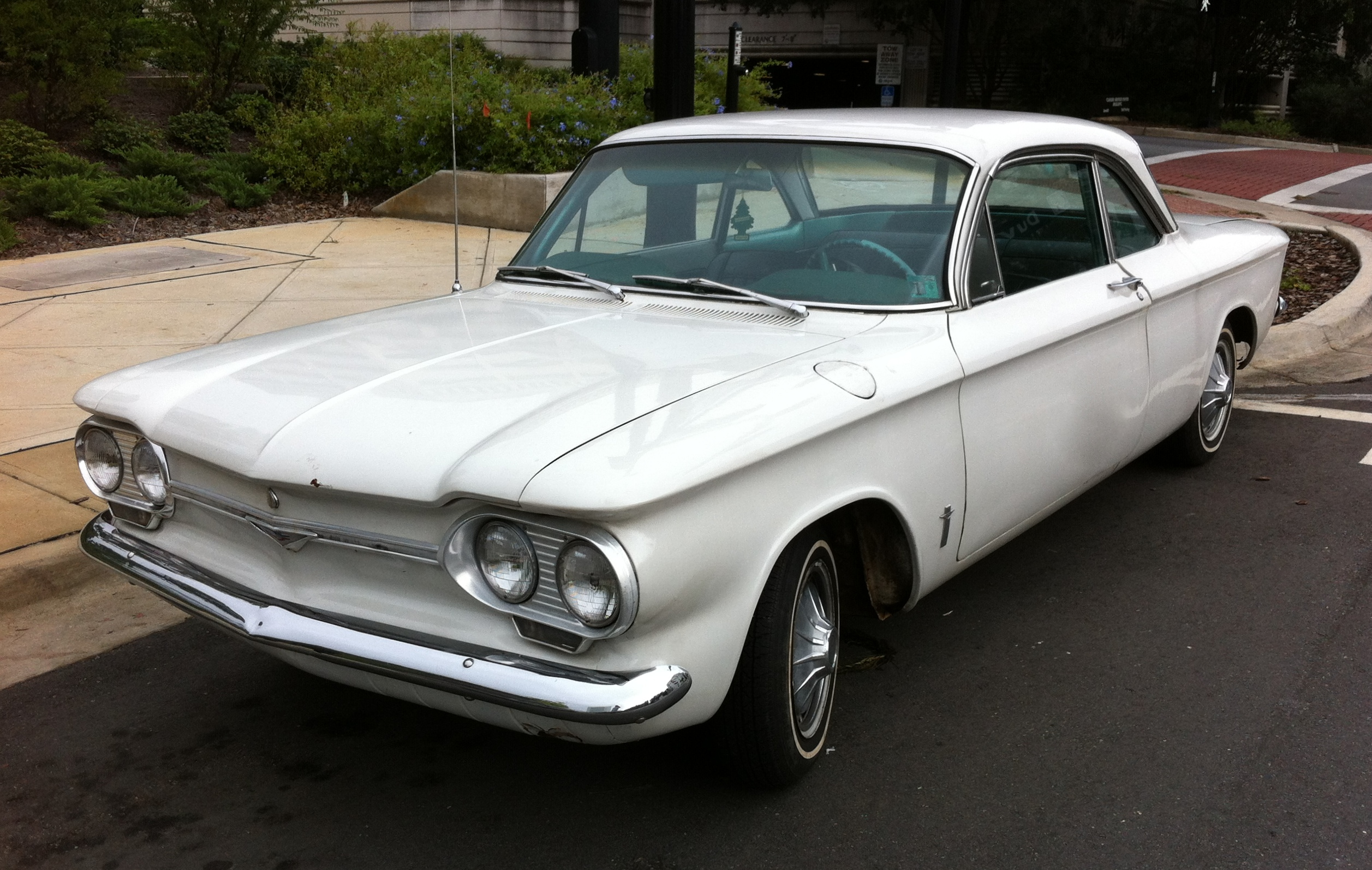
Chevrolet Corvair Monza (1959-1964)

У керівництві GM не зрозуміли цього. Вони просто не сприймали Mustang з його незграбним дизайном, плоскими панелями і старомодним стилем. Факт ігнорування Mustang зрозумілим є й корпоративною структурою GM, при якій вищі боси ізолюються від реального стану справ: вони просто не знали, що Ford продає Mustang швидше, ніж виробляє. А коли стало відомо, що за два місяці продано більше 100 тисяч автомобілів, вони були в шоці. В GM нарешті зрозуміли, що Chevrolet Corvair ніколи не зможе грати на новому полі поні-карів, і необхідна розробка відповіді на Mustang. Для попадання на новий ринок Chevrolet був потрібний автомобіль, кращий у всьому. Він повинен бути більш спортивним, більш комфортабельним, краще виглядати і, що найголовніше, має бути швидшим. Він повинен бути швидшим на чверть милі, мати вищу максимальну швидкість і краще керуватись.
Роботи над новим автомобілем почалися в серпні 1964 року. Йому було дано внутрішній код XP-836, але, за межами GM, в пресі його частіше називали Пантера (Panther), це було одним з імен обговорення майбутнього автомобіля. Сеймон Кнудсен (Semon Knudsen) керував проектом на початковій стадії, але в 1965 році пішов на підвищення і Піт Естес (Pete Estes), ставши главою Chevrolet, курирував закінчення проекту. Генрі Хагу (Henry Haga) була доручена розробка зовнішнього вигляду майбутнього автомобіля, Джорж Енгерсбах (George Angersbach) займався інтер'єром, а Дон Макферсон (Don McPherson) був головним конструктором по двигунах і трансмісії в той час.
Наприкінці 1964 року зовнішні контури автомобіля були, в основному, готові, дизайнери і конструктори зайнялися вивченням деталей. У середині листопада 1965 року був виготовлений перший кузов, а перший автомобіль вручну зібрали 16 грудня. Прототипи виглядали як мутація Nova, протягом зими і весни вони накатали безліч тестових миль по всій країні. Останній прототип був побудований в травні, а на початку червня було завершене твердження зразків. Автомобіль перейшов в стадію збірки пілотів безпосередньо на конвеєрній лінії. Це було останнім кроком до початку серійного випуску 7 серпня 1966 року.
Навіть на цій пізній стадії у поні кара Chevrolet не було офіційного імені. Найчастіше використовувалося ім'я Panther, але Nova і Chaparral також були на слуху. За деякими відомостями, пропонувалося використовувати абревіатуру GM в імені нового автомобіля: G-Mini, GeMini або Geminin. За іншими відомостями Wildcat було однією з пропозицій, але й від нього відмовилися. Маркетологи Chevrolet залишалися допізна, студіюючи журнали шанувальників марки, газети та інші джерела інформації. Вибір імені майбутнього автомобіля тривав місяцями, працівники Chevrolet висунули близько 5 тисяч ідей. Після перебору назв всіх тварин, мінералів, овочів і небесних об'єктів, Боб Ланд (Bob Lund) менеджер з продажу Chevrolet запропонував, щоб першою літерою в назві нового автомобіля була буква «С», як у Chevy, Corvair, Chevelle і Corvette. Він і Ед Ролет (Ed Rollet) віце-президент GM з вантажівок, стали переглядати перший-ліпший англо-французький словник на букву «C», що трапився їм під руку, і зупинилися на слові «camarade», приятель. Воно було швидко перетворено в Camaro і чим більше вони повторювали це слово, тим більше воно їм подобалося. Вибір був зроблений.
На Chevrolet не хотіли завчасно розповідати про новий автомобіль, і навколо нього ходило безліч чуток. Зрештою, Піт Естес зібрав 29 липня 1966 року загальнонаціональну прес-конференцію, можливо, найбільшу, з усіх коли-небудь проведених. Автомобільні журналісти перебували в 14 містах по всій країні, а Естес був в Детройті. У кожному конференц-залі були встановлені мікрофони і динаміки, так щоб всі чули все, що говорилося. У своїй промові Естес оголосив ім'я нового автомобіля, при цьому він старанно дистанціювався від Mustang, заявивши, що Camaro є продовженням спортивної лінії машин Chevrolet розпочатої з Chevrolet Corvette. 12 вересня Camaro був представлений обраній групі журналістів у випробувальному центрі GM. Естес довго показував журналістам всі новинки 1967 модельного року, потім розповідав про нову ринкову нішу, на яку націлений Camaro. Автомобіль був, тим часом, накритий чохлом. Після довгого томління покривало було скинуто, і Camaro вперше постав публіці — це був кабріолет SS 350 Convertible, який повільно обертався на подіумі. 26 вересня 1966 року новий Camaro дебютував в салонах Chevrolet по всій Америці.

## Chevrolet Camaro I (1966—1970)

### 1966—1967 модельний рік

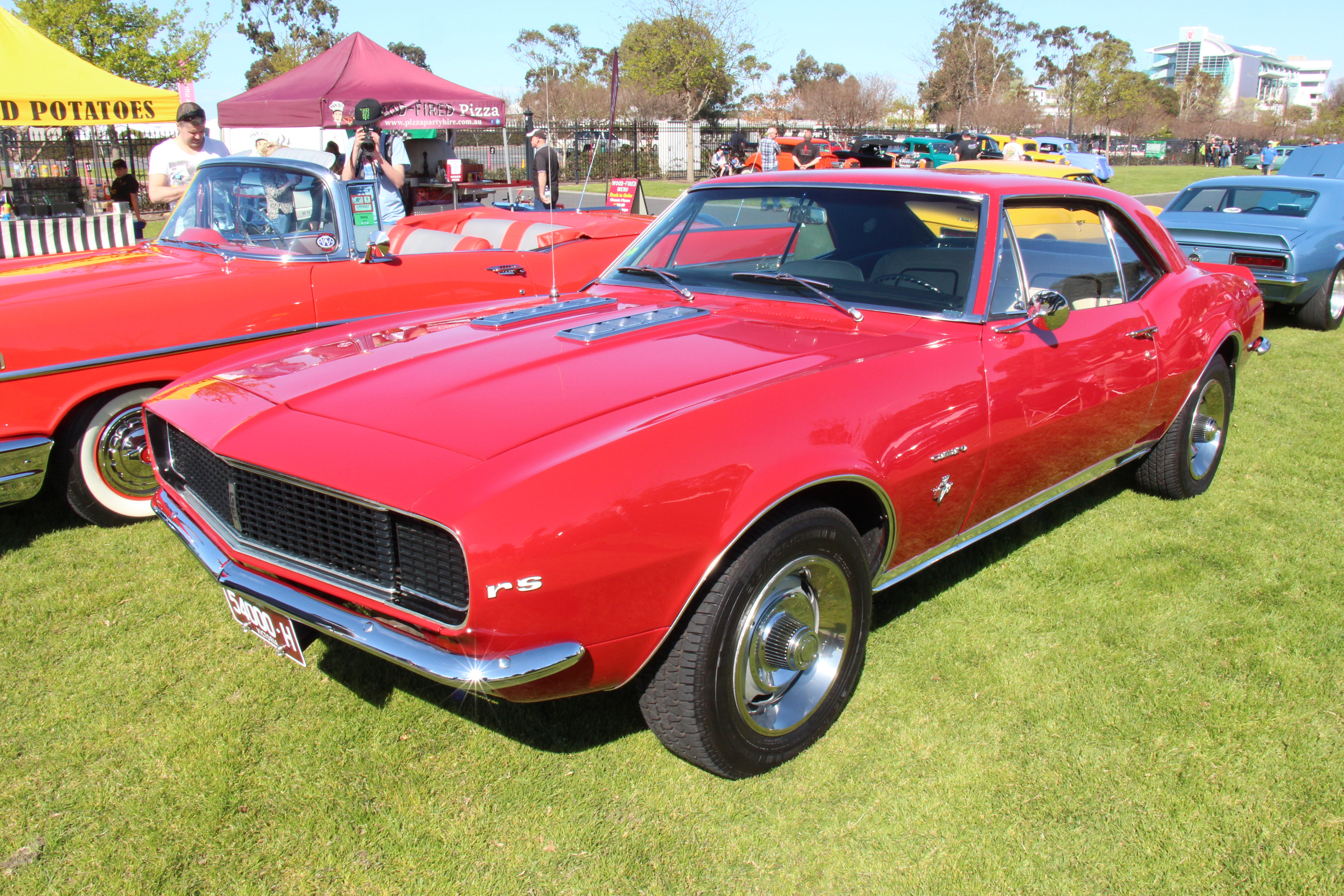
Chevrolet Camaro RS 1967 року

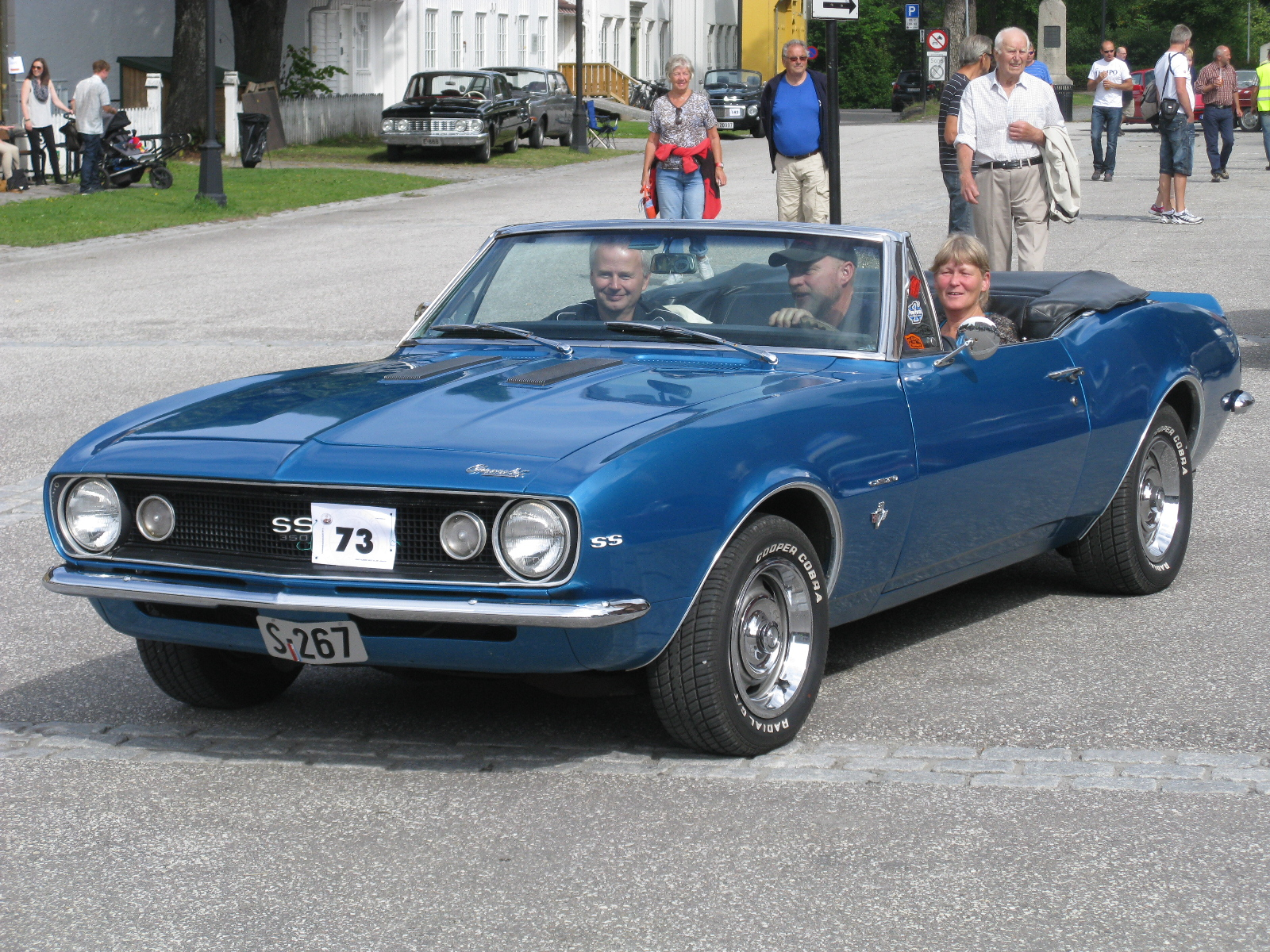
Chevrolet Camaro SS Cabriolet

29 вересня 1966 (1967 модельний рік) побачив світ перший Chevrolet Camaro. Це була серйозна і цілком конкурентноспроможна відповідь General Motors на Mustang, який вже два роки успішно випускав Ford.
Слово «Camaro» сленгова інтерпретація французького «comrade» — друг, товариш. Таке походження назви легендарного авто з'ясувалося не відразу. У 1967 році на питання про походження слова «Camaro» менеджери Chevrolet відповідали: «це назва маленької, злої тваринки, що живиться Мустангами».
До випуску суперника такого популярного автомобіля як Ford Mustang, Chevrolet підійшло більш ніж серйозно. Із старту продажів Camaro поставлявся в двох кузовах (купе і кабріолет) з чотирма різними типами двигунів і налічував близько 80 заводських опцій. На той час найпотужнішим з стандартних для Camaro двигунів була V-подібна вісімка робочим об'ємом 5,7 літрів видавала 255 к.с.
Найпопулярнішим пакетом додаткових опцій був SS. Незважаючи на безліч доробок екстер'єру, серед яких були повітрозабірник на капоті і чорна решітка радіатора із захованими за нею фарами, найзначнішою зміною в цьому пакті був, збільшений до 6,5 літрів, двигун потужністю 325 к.с. (у пізніших випусках 375 к.с.).
Паралельно з цим був випущений також пакет під кодом Z-28. Його ніхто не рекламував, не пропонував і він ніяк не афішувався перед широкою публікою, але модель Chevrolet Camaro з індексом Z-28 стала найвідомішою за весь час існування марки. Єдиною можливістю отримати таку модифікацію, було замовити базовий Camaro з опцією Z-28. При цьому покупець відразу втрачав можливість вибрати SS набір, автоматичну трансмісію, кондиціонер, кузов кабріолет.
Тоді що ж послужило причиною такої шаленої популярності? Дискові гальма з підсилювачем на передніх колесах, підготовлена для змагань підвіска, 4-х швидкісна КПП Muncie і, звичайно ж, найвагоміший аргумент за покупку цієї модифікації — форсований двигун об'ємом 5 літрів. Він був перероблений з 5,4-літрового двигуна шляхом установки коленвалу від 4,6-літрового. Таке дивне зміна конструкції пов'язане з вимогою до двигунів для автомобілів, заявлених до участі в трансамериканських перегонах.
Через те, що двигун вийшов високоспритний, він неохоче заводився і виглядав мляво до 4000 оборотів, а розкривав свій потенціал на 7500 оборотів. Заявлена потужність була 290 к.с., що було не дуже вражаюче, поки один з фанатів Camaro не загнав його на стенд. Реальні показники виявилися значно вище — до 400 к.с., а це вже серйозна заявка на перші місця в рейтингах.
В 1967 модифікація Z-28 ніяк не маркувалася і була продана кількістю 602 примірники, що робить її досить привабливою для колекціонерів.
На другий рік виробництва Camaro отримав нову задню підвіску і нові амортизатори. Зовнішні зміни торкнулися вікон, замінена решітка радіатора і в комплектації SS капот отримує хромовані вставки. Зрозуміло, оновлення не оминули і двигун — новий агрегат об'ємом 6,5 літрів видає 350 к.с. і встановлюється тільки при покупці пакета SS.
На Camaro Z-28 починають встановлювати шильди Z-28 або 302 (об'єм двигуна в кубічних дюймах), частково завдяки цьому автомобіль одержує широку популярність і продається кількістю 7199 примірників.

### 1969 модельний рік

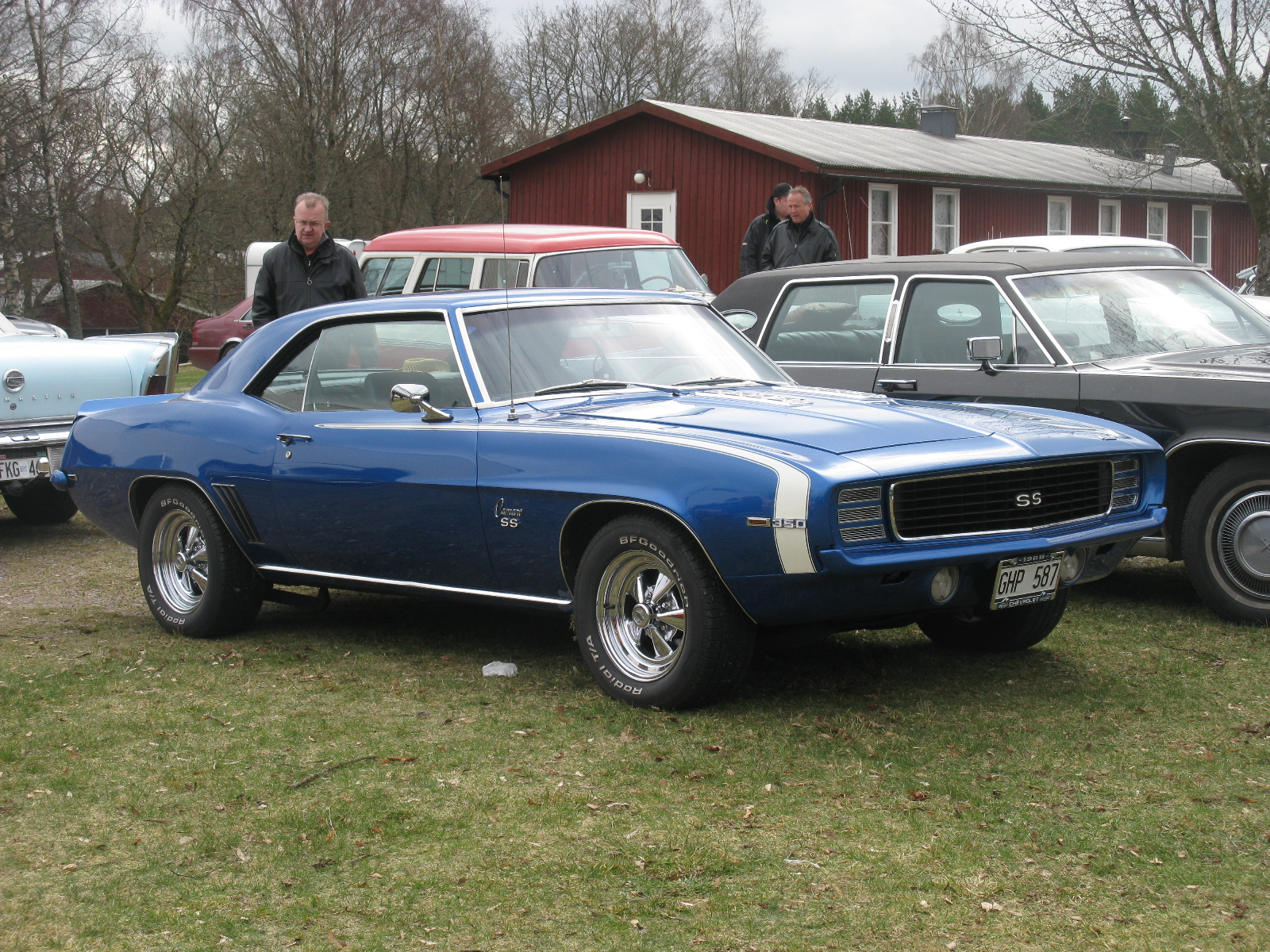
Chevrolet Camaro 1969 року

У 1969 дизайнери Chevrolet не перестають удосконалювати і без того спортивний зовнішній вигляд автомобіля. Решітка радіатора тепер втоплена глибше в кузов, заховані за неї круглі фари сегментовані в три вузькі смужки кожна, оновлені задні крила і ліхтарі, додають силуету ширший і присадкуватий вигляд. Інтер'єр отримав нову приладову панель, і зручніші сидіння.
Кількість доступних двигунів збільшено до дванадцяти агрегатів. Найпотужніший 5,7-літровий двигун поставляється тепер у трьох варіантах — 325, 350 і 375 кінських сил. Camaro з 375-сильним агрегатом відкриває гонку «Індіанаполіс 500» як пейс-кара, після чого Chevrolet пропонує заводські копії цього авто. Білий з оранжевими смугами кабріолет, хоч і пропонується як точна копія пейс-кара, найчастіше поставляється з табуном в 350 конячок під капотом. Зараз таким невідповідністю користуються шахраї, видаючи звичайні Camaro за репліку пейс-кара, і призначають ціну значно вище реальної вартості авто.
Незважаючи на високі показники потужності заводських комплектацій, у приватних майстерень з двигунів Camaro вичавлювали ще сотню коней додатково. Так у Yenko Sports Cars отримуючи з заводу автомобіль без маркування і з 7-літровим двигуном під капотом, встановлювали 15-дюймові колеса ралійні, каркас безпеки і шильд sYc. Заявлена потужність після такої «доробки» піднімалася до 450 к.с. Додатково в YSC пропонувався широкий вибір доведень і, за цілком реальну суму, можна було отримати в гонці на чверть милі результат менше 13 секунд.
Вражає, що це була не найпотужніша модифікація. Той же двигун, тільки алюмінієвий (перший алюмінієвий двигун, побудований Chevrolet), з маркуванням ZL1, був заявлений як 430-сильний, але реальні показники були значно ближче до 500 к.с., що робить цей двигун найпотужнішим з тих, які коли-небудь пропонувалися Chevrolet серійно за всю історію марки. З заводськими покришками і системою випуску Camaro проходив чверть милі за 13 секунд. З прямоточних випуском і на сліках час скорочувалася до 11,6 с, а швидкість на фініші становила 196,2 км/год. За високі показники доводилося платити серйозні гроші — 7200 $, майже в два рази більше ніж за Camaro з пакетом SS і двигуном 5,7 л.
Для того щоб модифікацію з двигуном ZL1 допустили до перегонів, було побудовано 50 авто. Загальна ж кількість склала всього 69 екземплярів, і було розпродано тільки в 1970 році.

## Chevrolet Camaro II (1970—1981)

### 1970—1973 модельний рік

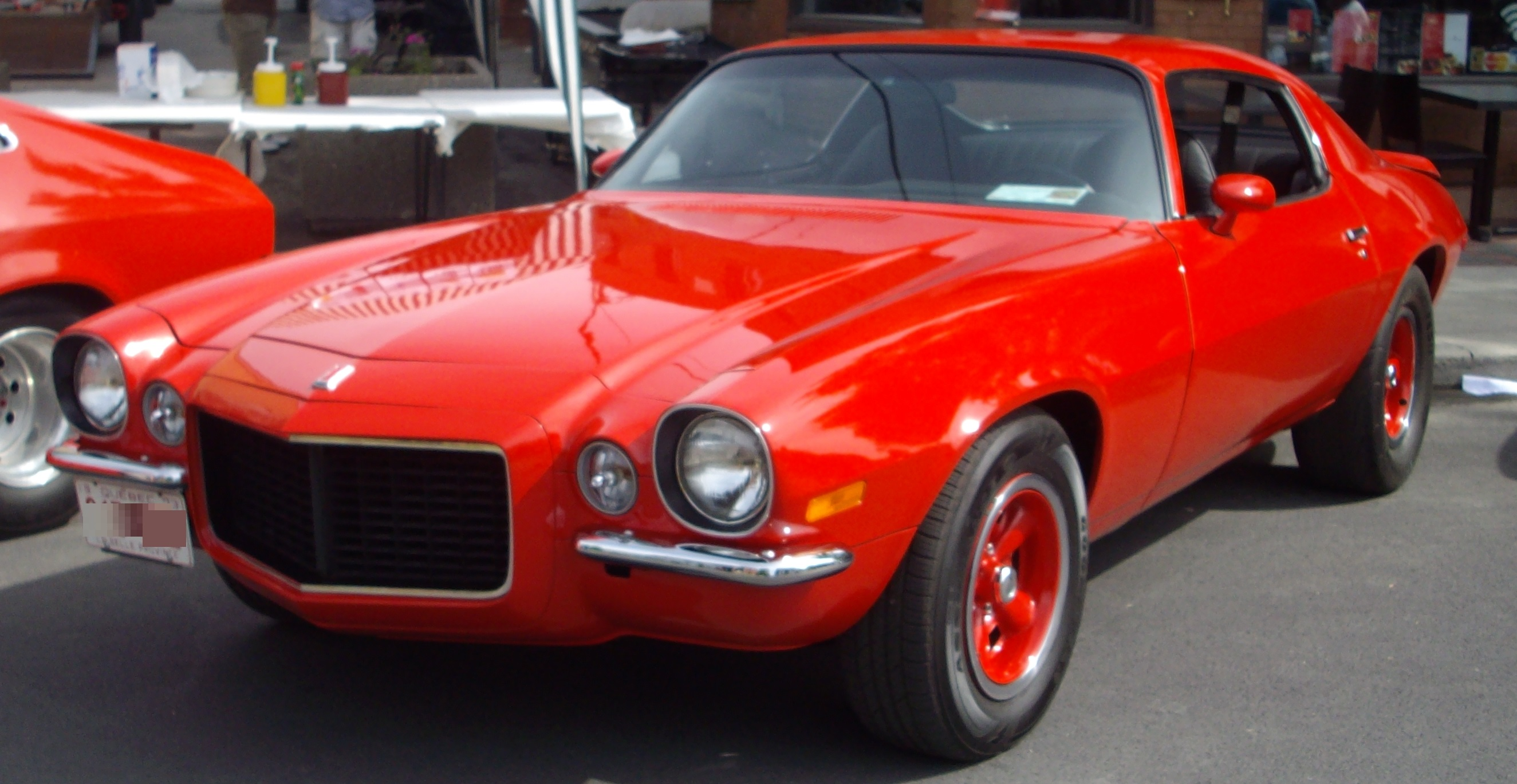
Chevrolet Camaro (1970-1973)

Всього лише через 3 роки після дебюту Camaro, Chevrolet представляє модель другого покоління, що буде випускатися протягом 12 років.
Незважаючи на похмурі прогнози про зменшення ринку і купівельного інтересу в середині 1970 модельного року Chevrolet виводить на ринок Camaro другого покоління. Новий дизайн європейського стилю, кузов став довшим на 5 см, двері на 10 см, а кабріолет більше не випускається. Обіцяний двигун об'ємом 7,4 літра так і не був побудований, а об'єм 6,5-літрового збільшений на сто кубиків, але за рішенням менеджменту компанії по-старому маркується числом 396 (об'єм двигуна в кубічних дюймах) як вже добре зарекомендував себе в очах покупців.
Найрадикальніші зміни торкнулися модифікації Z-28. Новий двигун об'ємом 5,7 літра і потужністю 360 кінських сил став надійнішим, більш передбачуваним і потужним ніж встановлювати до 1970 року. Також вперше модифікація Z-28 початку пропонуватися з автоматичною коробкою передач.
1971 рік не приніс значних поліпшень дизайну, якщо не вважати збільшені задні сидіння з підголівниками. А ось під капотом було достатньо змін. Керівництво General Motors ухвалив рішення використовувати двигуни, що працюють на бензині неетильованому, що спричинило за собою зменшення ступеня стиснення в двигунах і, відповідно, зниження потужності. Наприклад, ступінь стиснення 6,5-літрового двигуна знизилася з 11:1 до 9:1, що відбилося втратою 30 кінських сил потужності.
Посилення норм безпеки в 1972 році привело до того, що 1100 автомобілів були забраковані, так як їх бампери не відповідали федеральним стандартам. Незважаючи на 174-денний страйк на заводі в Огайо, що зменшуються обсяги продажів і деякі інші фактори, що створювали невтішну картину, Camaro залишився в строю.

### 1974—1981 модельний рік

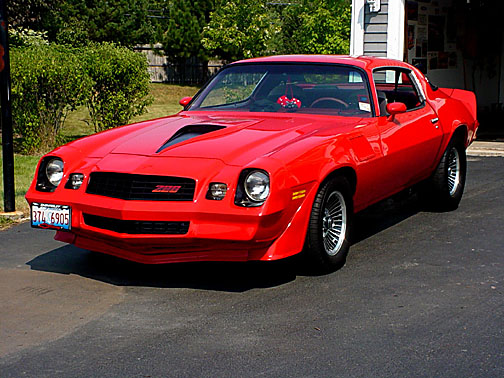
Chevrolet Camaro (1978-1981)

За наступні п'ять років потужність двигунів продовжувала знижуватися, тому в 1975 навіть пропонувався 105-сильний агрегат. Але у конкурентів справи йшли не краще і в 1977 році, вперше за всю історію моделі кількість проданих Camaro перевищило обсяги продажів Mustang. У 1978 році ситуація повторилася. А в 1979 обсяги продажів досягли рекордної позначки — 282 571 автомобіль.

## Chevrolet Camaro III (1982—1993)

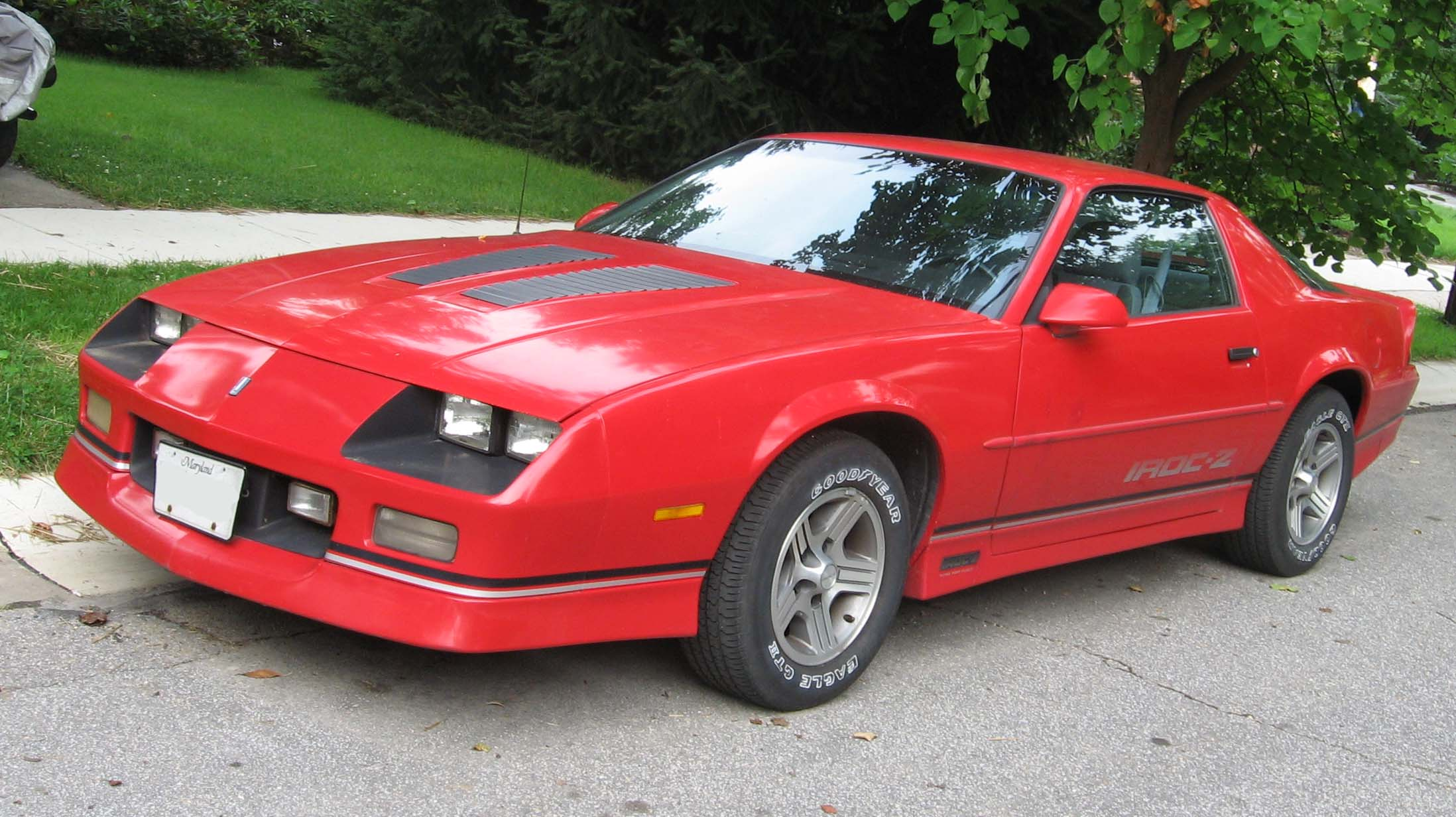
Chevrolet Camaro III

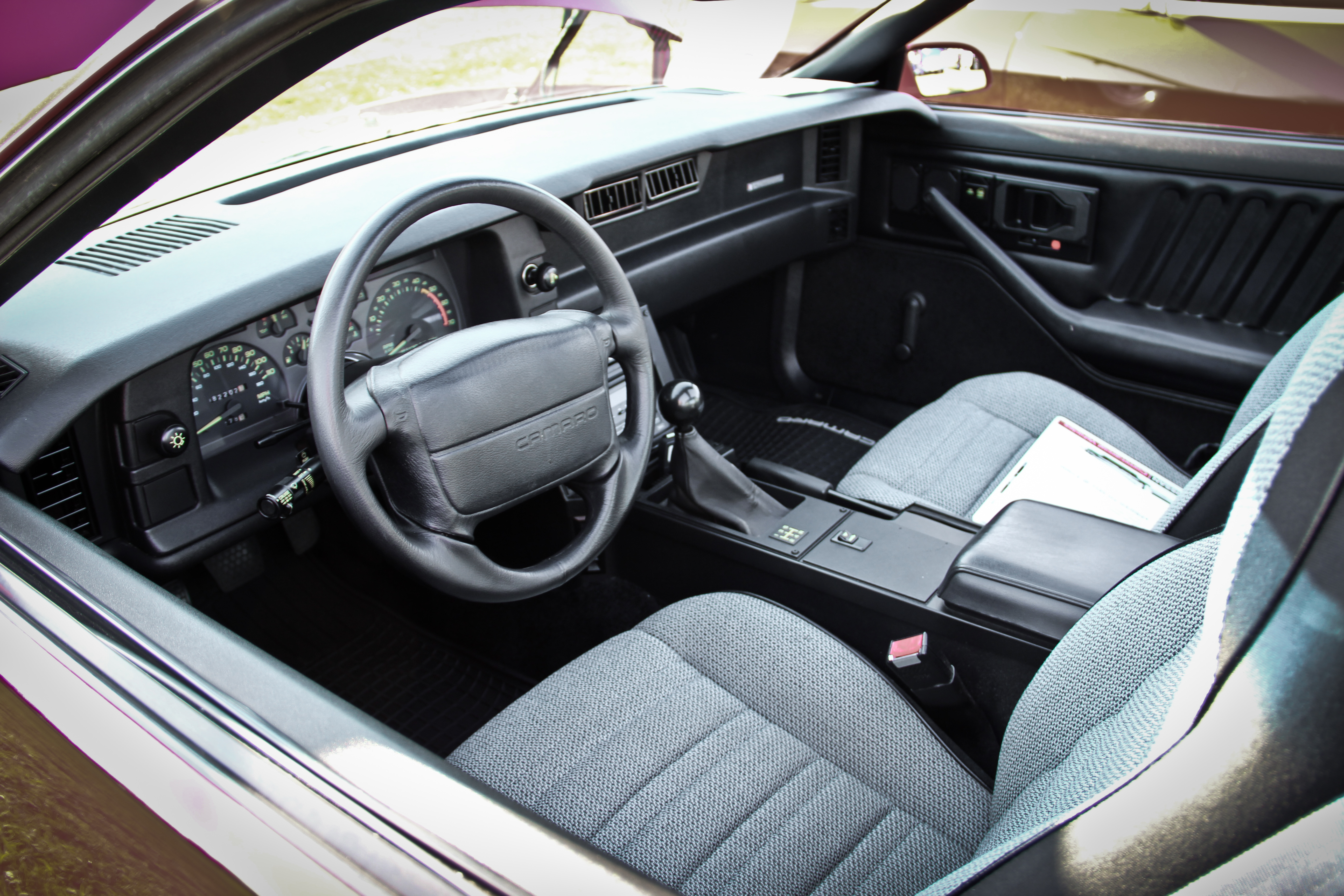

У 1982 Chevrolet запускає виробництво третього покоління Camaro. Новий дизайн, системи вприскування палива, 4-діапазонна АКПП, 16-ти дюймові диски, кузов хетчбек і 4-х циліндровий двигун потужністю 90 к.с.
Найпотужнішим у ті роки став 5,7-літровий V8 оснащений новою системою TPI і табуном в 225 коней. 5,7 TPI встановлювався тільки з АКПП, а 5,0 TPI можна було придбати з механічною КПП.

## Chevrolet Camaro IV (1993—2002)

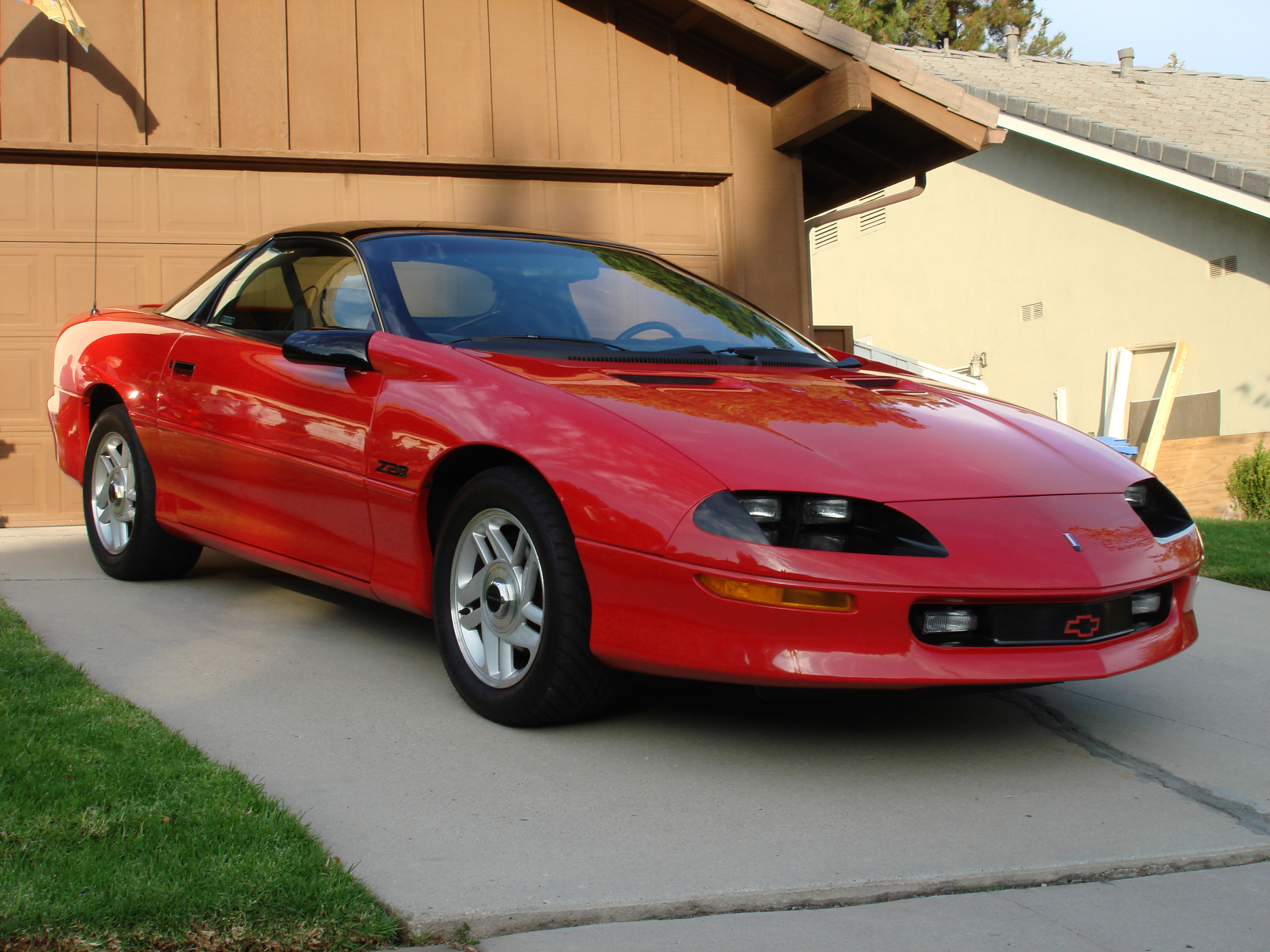
Chevrolet Camaro (1993-1997)

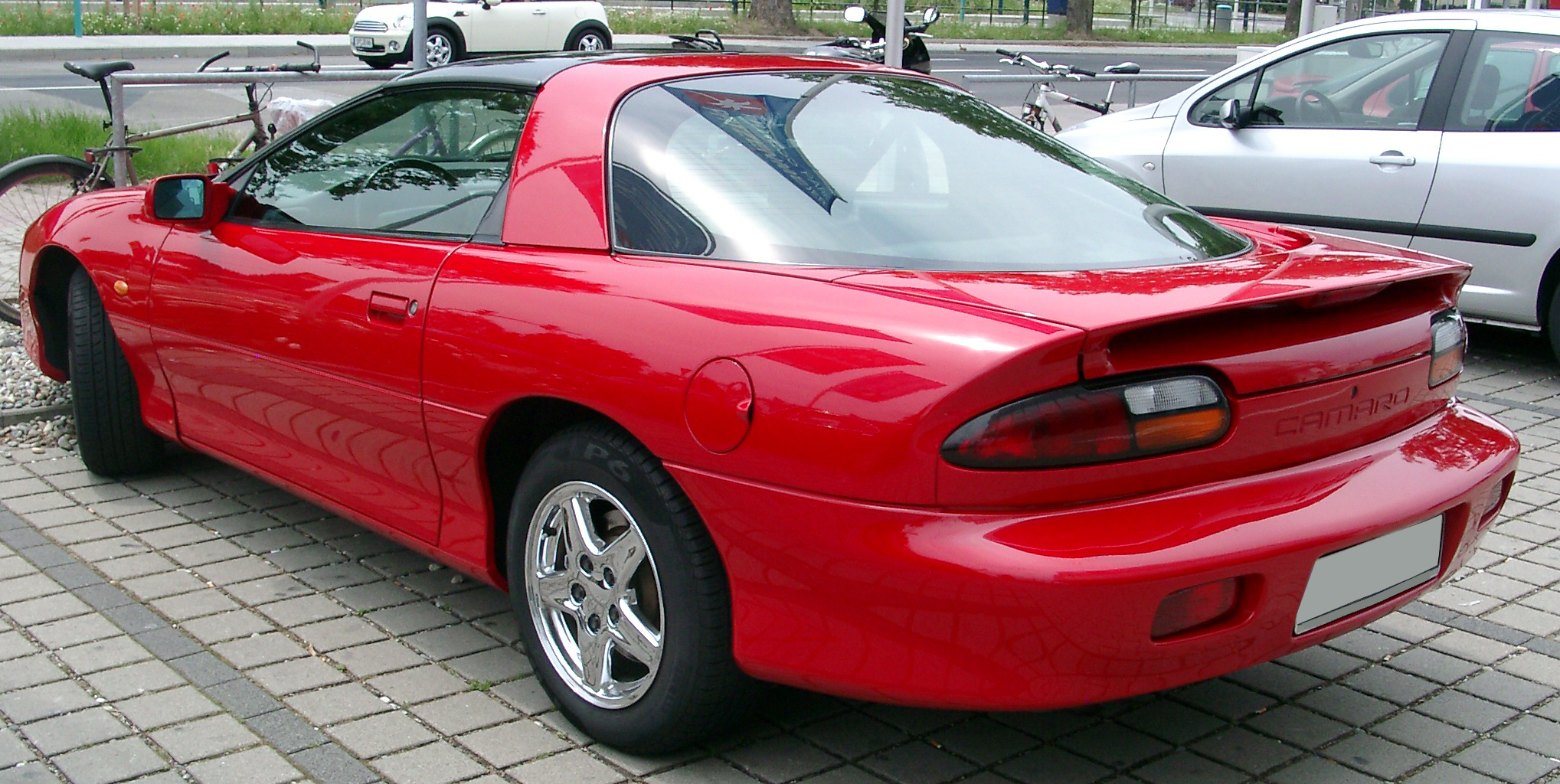

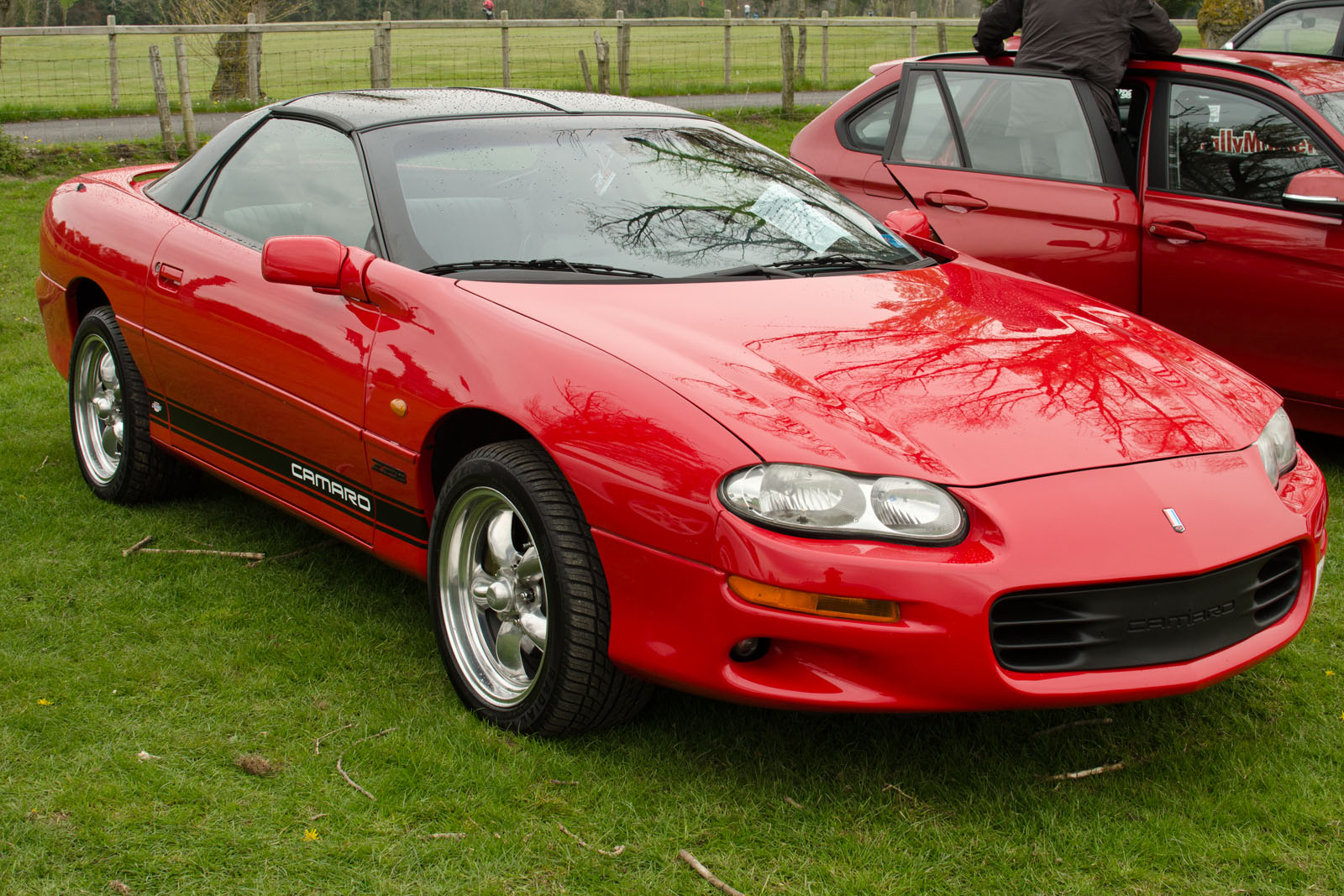
Chevrolet Camaro (1998-2002)

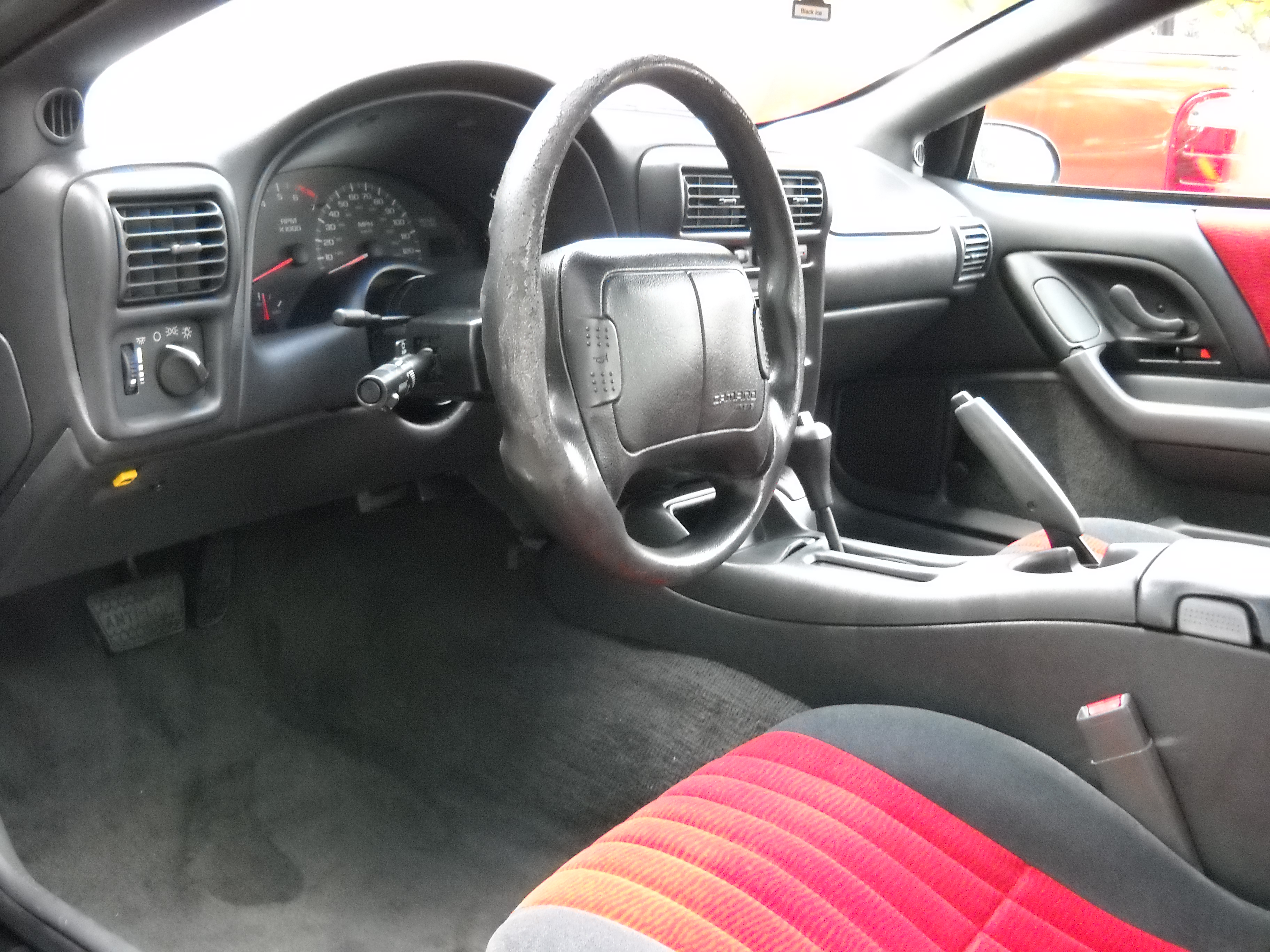

У 1993 році вийшла четверта генерація Camaro. Яка, за словами багатьох ентузіастів моделі, остаточно втратила м'язи. Було випущено 42 098 екземплярів четвертого покоління Camaro, останній з них — влітку 2002 року.
З 1993 по 2001 рік Camaro мав три варіанти двигуна: 3.4 V6 — 162 к.с., і V8 LT1 потужністю 279 к.с., а з 1998 по 2001 рік алюмінієвий блок LS1, що видає 288 і 305 к.с. відповідно.

### 35th anniversary (2002)
Chevrolet голосно заявив про 35-річний ювілей моделі Camaro, випустивши до цієї дати обмежену кількість «ювілейних» автомобілів.
Інтроверти, напевно, захочуть що-небудь що менш привертає увагу, зате екстравертам сподобається, що всі будуть зупиняти здивовані погляди на їхньому автомобілі. Колекціонерів залучить найкращий на сьогодні твір Camaro, до того ж є останньою моделлю цього покоління. Хоча офіційно ще нічого не було сказано про майбутнє Camaro, всім чудово відомо, що в 2002 році буде створений останній автомобіль на заводі в Квебеку.
35 років тому перший Camaro вже мав прекрасний дизайн, але остання модель, звичайно, сама зроблена з усього модельного ряду. У 2002 році з березня по червень випущений всього 1000 автомобілів Chevrolet Camaro SS.
Сюди входить новий, модифікований спеціально для цієї моделі двигун V8 LS1 потужністю 345 кінських сил, повітряна западина в капоті, унікальний задній спойлер, система обмеження вихлопів і 6-швидкісна ручна коробка передач. 17-дюймові, пофарбовані в чорний колір алюмінієві колеса з полірованими спицями, висхідні до шин Goodyear F1, дозволяють відчувати себе впевнено на дорозі.
«Ювілейна» модель має 2 варіанти кузова: з відкидним верхом і купе.
Внутрішній дизайн автомобіля справляє враження переповненості. На задніх сидіннях можна залишити покупки або посадити домашнього улюбленця, але ніяк не можна розміститися дорослому пасажиру. Глибокі передні сидіння дуже зручні і мають вишиті підголовники на сидіннях.
15 травня 2002 General Motors заявив, що припиняє виробництво Chevrolet Camaro і Pontiac Firebird та закриває завод у Канаді, де ці машини й вироблялись. Таке рішення ґрунтується на аналізі фахівців з Уолл-стріт, які говорять, що у «великої американської трійки» занадто багато заводів в США і Канаді. Чутки про згортання виробництва Chevrolet Camaro і Pontiac Firebird ходили вже давно, ґрунтуючись на безперервному падінні попиту на ці автомобілі. Так, цього року продажі впали на 26%, за серпень було продано 38 564 Chevrolet Camaro і Pontiac Firebird, що дуже мало, якщо порівняти з 112 242 Ford Mustang, проданими за той же період. Як передбачалось, сама модель Camaro відродиться через деякий час у вигляді абсолютно нової машини. Багато сил було вкладено в цей, що випускається з 1966 року і який змінювався неодноразово, автомобіль, який за 35 років став воістину американської легендою.

### Двигуни
- 3.4 L L32 V6
- 3.8 L L36 V6
- 5.7 L LT1 V8
- 5.7 L LT4 V8
- 5.7 L LS1 V8

## Chevrolet Camaro V (2009—2015)

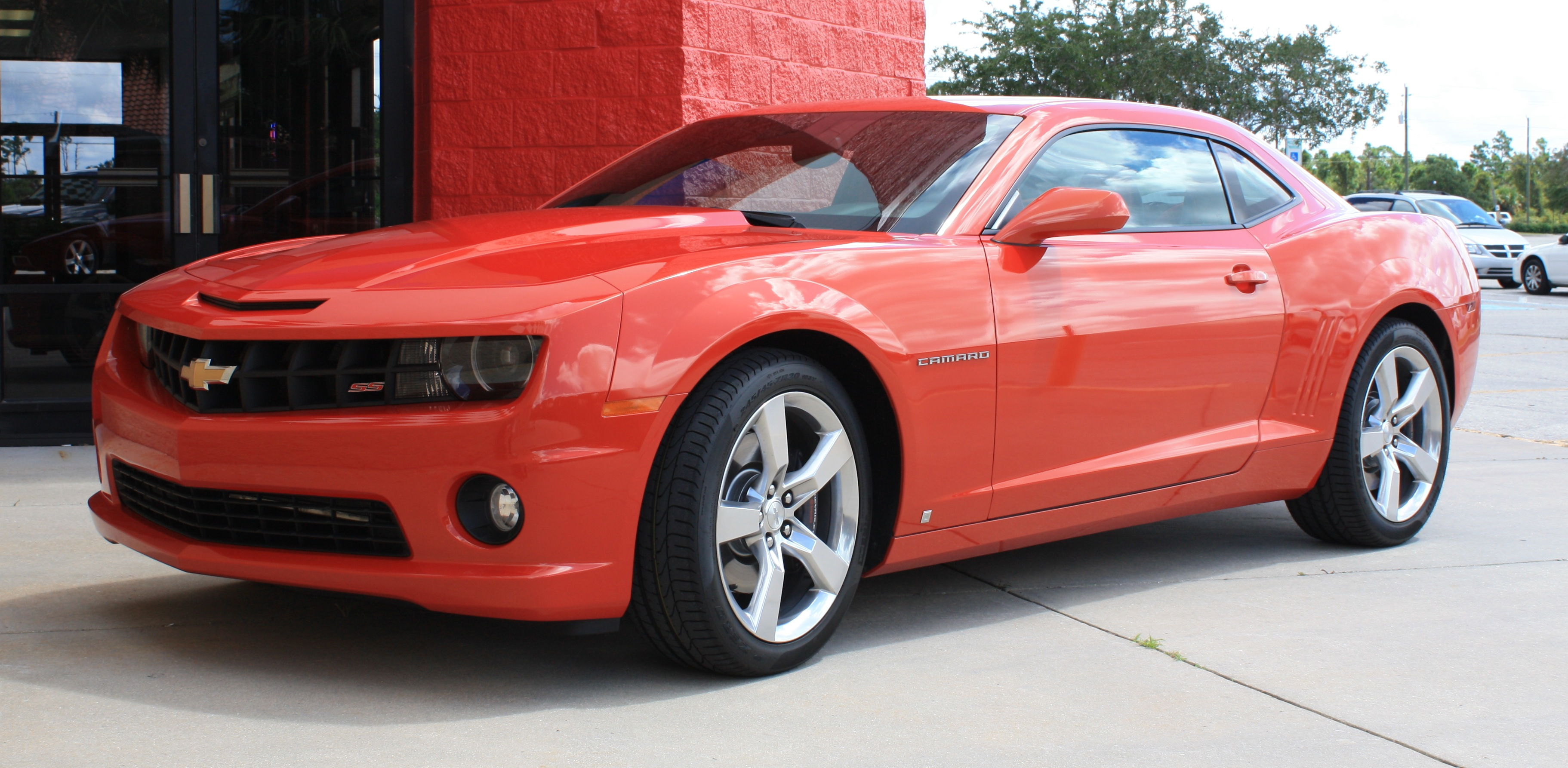
Chevrolet Camaro V

Виробництво нового Camaro розпочалося 16 березня 2009 року після кількох років перерви з попереднім поколінням, виробництво якого закінчилося в 2002 році. Camaro V надійшов у продаж в 2009 році. Автомобіль пропонується з двома модификаціями двигунів: на Camaro LT — V6 304 к.с., Camaro SS — V8 на 400 та 427 к.с.

### Двигуни
- 3.6 L LLT V6 (2010–11)
- 3.6 L LFX V6 (2012)
- 5.3 L LSX V8 Supercharger V8 (COPO Camaro)
- 5.3 L LSX V8 Whipple supercharger V8 (COPO Camaro)
- 6.2 L LS3 V8 (тільки SS з МКПП)
- 6.2 L L99 V8 (тільки SS з АКПП)
- 6.2 L LSA supercharged V8 (ZL1)
- 7.0 L LS7 V8 (Z/28)

## Chevrolet Camaro VI (2015—2023)

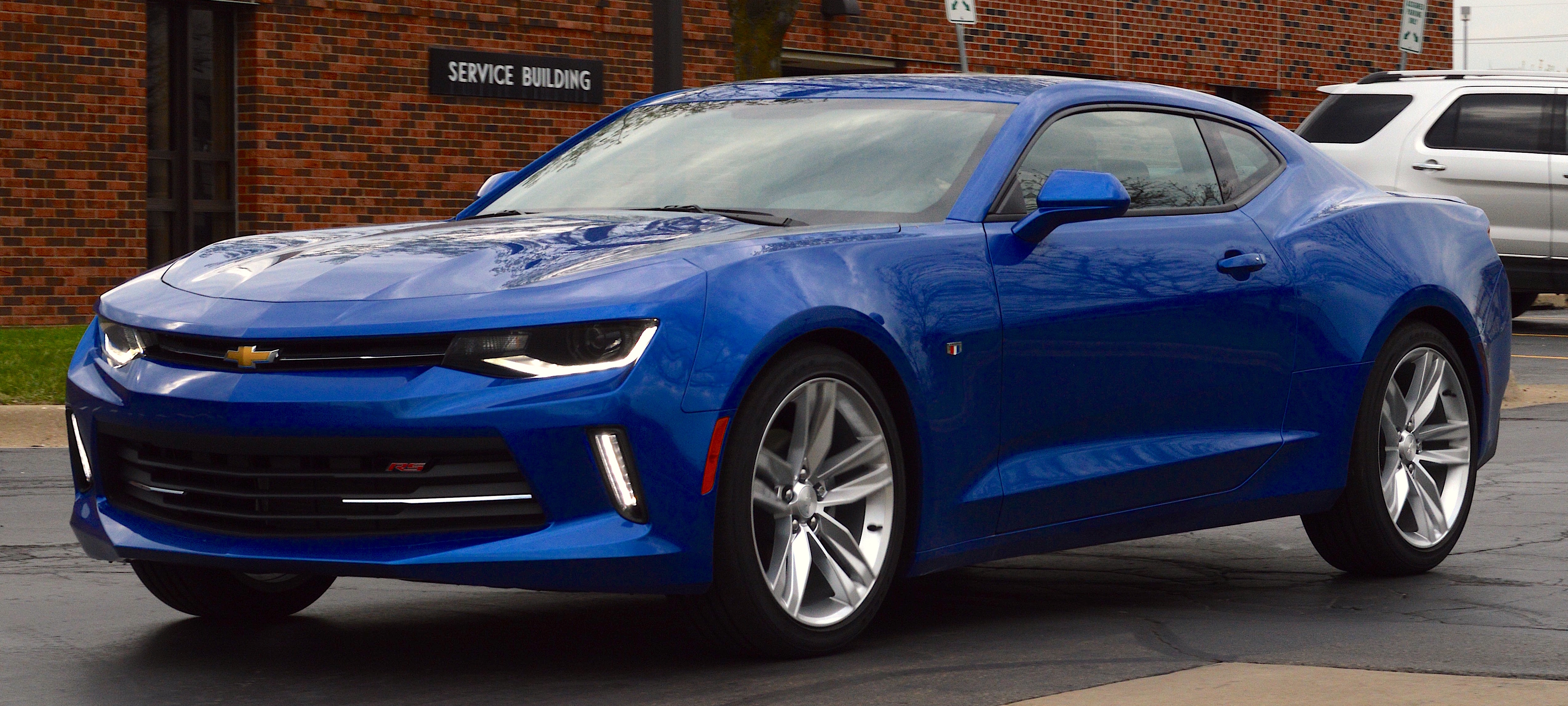
Chevrolet Camaro VI (2015-2018)

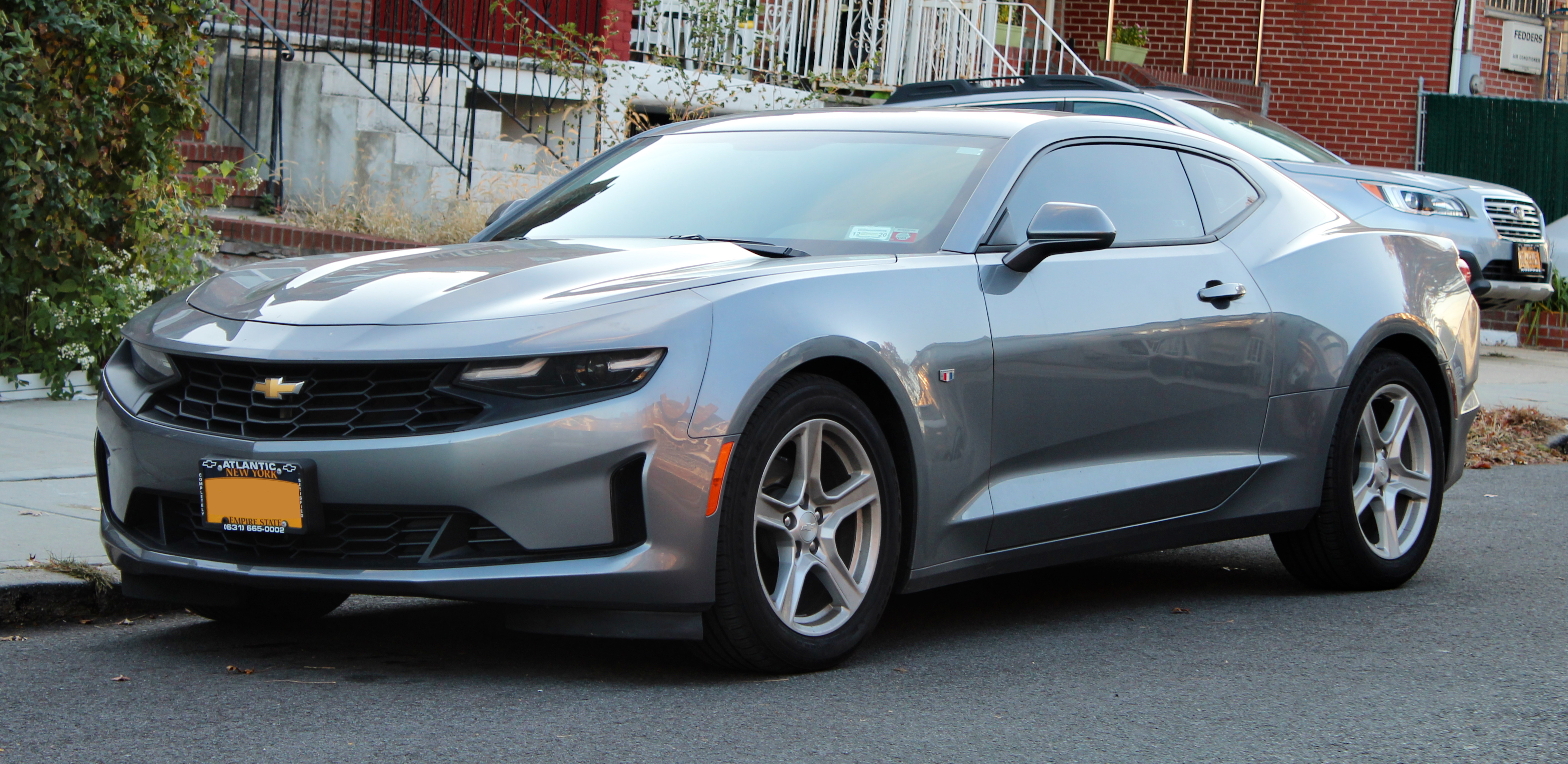
Chevrolet Camaro VI (з 2019)

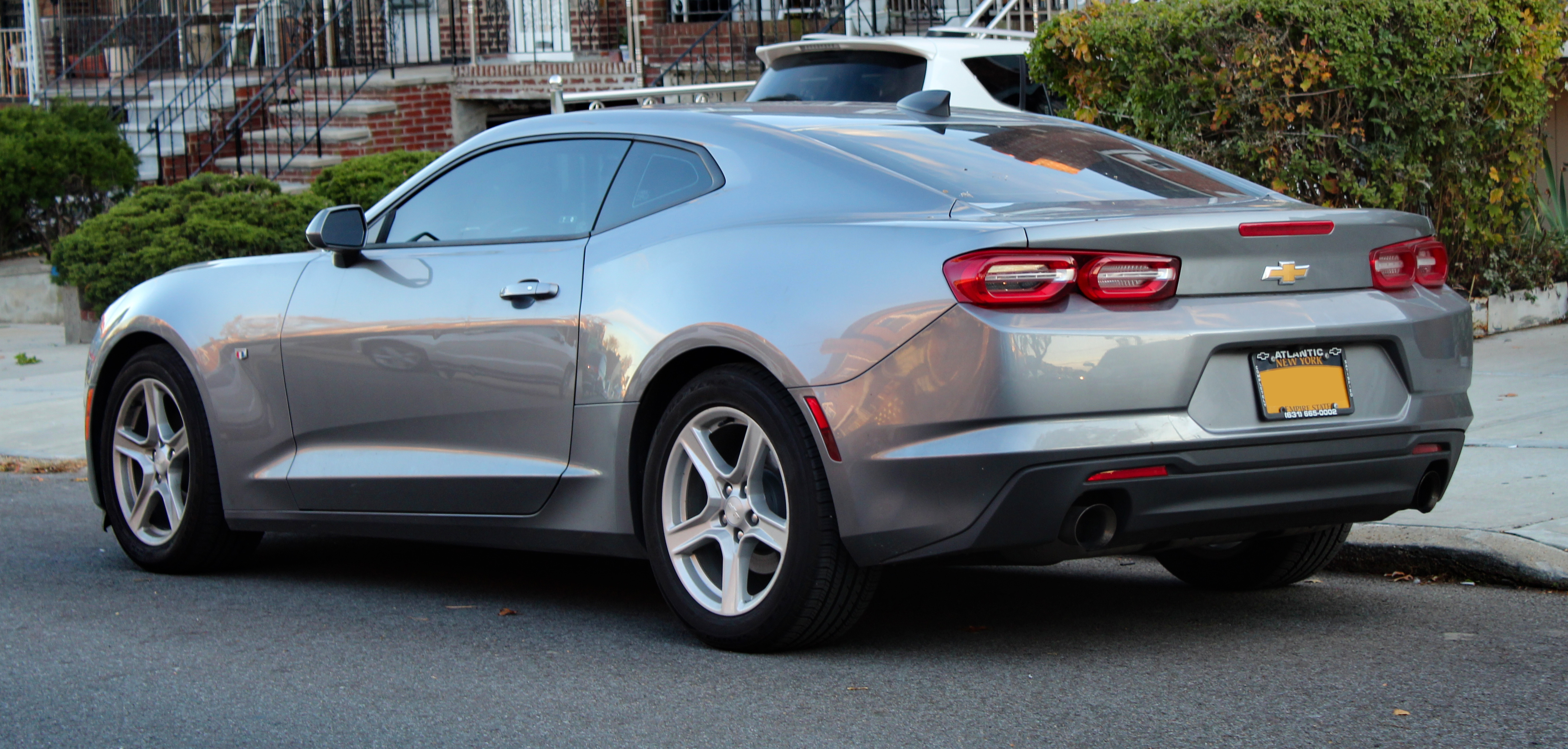

16 травня 2015 року в Детройтському Бель-Айл парку (англ. Belle Isle Park) відбувся перший офіційний показ Camaro шостого покоління. Під час церемонії була організована виставка 25 найкращих автомобілів попередніх поколінь. На ній вперше було зібрано стільки серійних, концептуальних і гоночних Camaro із запасників GM і приватних колекцій.
Автомобіль створений на новій корпоративній платформі Alpha, але у Camaro більше 70% деталей нові. Модель стала трохи коротшою і легшою, але зберегла всі пізнавані риси. Camaro буде, вперше оснащуватися дволітровим чотирициліндровим турбованим мотором потужністю 275 к.с., а також, V-подібним шестициліндровим двигуном потужністю 335 к.с. і, у версії SS, новим V-подібним восьмициліндровим мотором LT1 потужністю 455 к.с.
Новий автомобіль буде вироблятися в двох версіях, LT і SS на заводі Lansing Grand River в місті Лансінг, США і надійде в продаж у другій половині 2015 року.
Camaro 2016 року випуску став одним з найперших автомобілів, оснащених системою CarPlay від Apple. Весь процес синхронізації телефону обмежується під’єднанням телефону до USB порту.
Лише для Camaro 2021 модельного року бездротові Apple CarPlay і Android Auto стали стандартними у комплектаціях. Також у 2021 Шевроле змінив кольорову палітру для кузова авто. Замість Rally Green Metallic і Garnet Red Tintcoat з'явився Tincoat Wild Cherry.
Найпотужніша версія Chevrolet Camaro 2022 року — ZL1. Автомобіль розганяється до 100 км/год за 3,5 секунд та набирає максимальну швидкість 325 км/год. В 2024 році Chevrolet робить доступним пакет Collector's Edition для комплектацій RS, SS та ZL1 Camaro, щоб відзначити фінальний рік випуску шостого покоління Camaro.

### Двигуни
- 2.0 л LTG Ecotec I4 (LT) 275 к.с.
- 3.6 л LGX V6 (LT) 335 к.с.
- 6.2 л LT1 V8 (SS) 455 к.с.
- 6.2 л LT4 V8 (ZL1) 659 к.с.

## У кіно
Найвідомішою «роллю» автомобіля є трансформер Бамблбі з серії фільмів:

«Трансформери» 2007 року, 

«Трансформери: Помста полеглих» 2009 року, 

«Трансформери: Темний бік Місяця» 2011 року, 

«Трансформери: Час вимирання» 2014 року.

## Продажі
| Рік  | Продажі |
| ---- | ------- |
| 1967 | 220,906 |
| 1968 | 235,147 |
| 1969 | 243,085 |
| 1970 | 124,901 |
| 1971 | 114,630 |
| 1972 | 68,651  |
| 1973 | 96,571  |
| 1974 | 151,008 |
| 1975 | 145,770 |
| 1976 | 182,959 |

| Рік  | Продажі |
| ---- | ------- |
| 1977 | 218,853 |
| 1978 | 272,631 |
| 1979 | 282,571 |
| 1980 | 152,005 |
| 1981 | 126,139 |
| 1982 | 189,747 |
| 1983 | 154,381 |
| 1984 | 261,591 |
| 1985 | 180,018 |
| 1986 | 192,219 |

| Рік  | Продажі |
| ---- | ------- |
| 1987 | 137,760 |
| 1988 | 96,275  |
| 1989 | 110,739 |
| 1990 | 34,986  |
| 1991 | 100,838 |
| 1992 | 70,007  |
| 1993 | 39,103  |
| 1994 | 119,799 |
| 1995 | 122,738 |
| 1996 | 61,362  |

| Рік                                       | Продажі |
| ----------------------------------------- | ------- |
| 1997                                      | 60,202  |
| 1998                                      | 54,026  |
| 1999                                      | 42,098  |
| 2000                                      | 45,461  |
| 2001                                      | 29,009  |
| 2002                                      | 41,776  |
| Виробництво Camaro припинено до 2009 року |         |

| Рік  | Продажі США |
| ---- | ----------- |
| 2010 | 81,299      |
| 2011 | 88,249      |
| 2012 | 84,391      |
| 2013 | 80,567      |
| 2014 | 86,297      |
| 2015 | 77,502      |
| 2016 | 72,705      |
| 2017 | 67,940      |
| 2018 | 50,963      |
| 2019 | 48,265      |

| Рік    | Продажі США |
| ------ | ----------- |
| 2020   | 29,775      |
| 2021   | 21,893      |
| Всього | 5,569,808   |

## Зноски
1. ↑  Chevrolet to end production of Camaro sports car in 2024. www.autonews.com (англ.). Процитовано 20 січня 2025.
2. 1 2  chevrolet camaro. Архів оригіналу за 3 квітня 2010. Процитовано 20 квітня 2010. [Архівовано 2010-04-03 у Wayback Machine.]
3. ↑  Американцы сняли все вопросы о новом Chevrolet Camaro. Архів оригіналу за 15 березня 2010. Процитовано 9 квітня 2010.
4. ↑  Как мы тестировали Chevrolet Camaro 2022 года. Automoto.ua. AutoMoto.ua (рос.). Архів оригіналу за 20 грудня 2021. Процитовано 20 грудня 2021.
5. ↑  Як ми тестували Chevrolet Camaro 2024 року. AUTOMOTO.UA. AUTOMOTO.UA (укр.). Процитовано 7 червня 2024.
6. ↑  Seaman, Kirk (20 травня 2015). WARNING: Graphic Content! 50 Years of Camaro vs. Mustang Sales Numbers in Living Color. Car and Driver. Архів оригіналу за 9 лютого 2018. Процитовано 8 серпня 2016. [Архівовано 2018-02-09 у Wayback Machine.]
7. 1 2  GM U.S. Deliveries for December 2011 - Divisional Brand Level (PDF) (Пресреліз). General Motors. Процитовано 4 квітня 2018.
8. ↑  Ford Motor Company Posts 2,250,165 Sales in 2012; Focus, F-Series Post Big Gains. Motor Trend Magazine. 3 січня 2013. Процитовано 6 жовтня 2014.
9. ↑  GM U.S. Deliveries for December 2013 (PDF) (Пресреліз). General Motors. 3 січня 2014. Процитовано 6 січня 2014.
10. ↑  Sales Reporting and Data Management (PDF) (Пресреліз). General Motors. December 2014. Процитовано 18 квітня 2015.
11. ↑  Sales Reporting and Data Management (PDF) (Пресреліз). General Motors. December 2015. Процитовано 14 січня 2016.
12. ↑  Sales Reporting and Data Management (PDF) (Пресреліз). General Motors. December 2016. Процитовано 6 січня 2017.
13. ↑  Sales Tables: Deliveries GM (PDF) (Пресреліз). General Motors Media. December 2017. Процитовано 5 квітня 2018.
14. ↑  GM's U.S. Crossover Sales Topped 1 million in 2018. media.gm.com (Пресреліз). 3 січня 2019.
15. ↑  GM Sells More Than 1 Million Crossovers Again in 2019, and Over 1 Million Full-Size Trucks. media.gm.com (Пресреліз). 3 січня 2020.
16. ↑  GM 2020 Sales Far Outperform the U.S. Industry in Fourth Quarter and Calendar Year. media.gm.com (Пресреліз). 5 січня 2021.
17. ↑  Chevrolet Silverado and GMC Sierra Deliver GM's 2nd Consecutive Year of Full-Size Pickup Sales Leadership in 2021. General Motors Corporate Newsroom (англ.). General Motors. 4 січня 2022. Процитовано 19 січня 2022.